# Пилипчак Василь Григорович
Пилипчак Василь Григорович ( 14 серпня 1951 - 27 січня 2025 ) — український валторніст, заслужений артист України.
Народився у селі Берлядка на Вінниччині. Здобув освіту у Київському музичному училищі та Ленінградській консерваторії. В 1968 році переміг у конкурсі-огляді юних виконавців для участі у конкурсі записів «Радіо-Прага».
В 1973 — 78 років Василь Пилипчак — артист Державного симфонічного оркестру України, з 1978 — соліст симфонічного оркестру Національної опери України.
Як соло-валторніст Василь Пилипчак концертував у містах України і за кордоном Краків, Вроцлав — Польща; Москва, Санкт-Петербург — Росія; Токіо, Кіото, Осака, Сендай, Кюсю — Японія). Концертний репертуар В. Пилипчака становить понад 2-х сотень творів для валторни у часовому діапазоні від епохи натуральної валторни до музики композиторів ХХ — початку XXI століть. В.Пилипчак здійснив записи валторнової музики у Фонд Національної радіокомпанії України та на компакт-диск.

## Творчий доробок
Твори:
- Симфонія № 1
- Симфонія № 2
- Балет «Ісе Моногатарі»
- Концерт для валторни з оркестром
- Концертино для арфи і струнних
- «Чемо карgо квеканав» («Мій прекрасний, рідний краю») — музика для тенора, читця, хору і оркестру на слова І. Чавчавадзе
- «Українська Бахіана» для флейти, арфи, литавр і струнного оркестру
- «Різдвяна пастораль» для флейти, арфи, челести і струнних
- «Монолог» — музика для валторни, віброфону і струнного оркестру
- «Requiem da camera». Музика пам'яті Б. О. Архімовича для чтиці, флейти, валторни, дзвона «Ре», ф-но і струнного квартету (2008)
- «Роздоріжжя» — спектакль на тексти А. Ахматової, О. Теліги, Г. Булаха для сопрано, меццо-сопрано, чтиці і камерного ансамблю
- Квінтет для флейти, гобоя, кларнету, фагота і валторни
- Квартет «Гомін Карпат» для 3-х валторн і туби
- Квартет «Привітання» для 4-х валторн
- Квартет «Щедрівка» для 4-х валторн
- Квартет «Валторнові жарти» для 4-х валторн
- 5 п'єс для 3-х валторн
- «Серенада» для валторни і тромбону
- «Молитва нескореним» для валторни і фагота (пам'яті Алли Горської)
- «Старосвітські танці» для гобоя і валторни
- «Серенада дзвоників» (1. «Serenada Campanula cespitosa». 2. «Wind, butterflies and bluebells») для арфи Solo (2008)
- «Карпатські мотиви» для арфи
- Три вокальні сцени для тенора і ф-но. Музика на слова Миколи Воробйова
- Тріо для флейти, валторни і ф-но (2008, Токіо)
- «Arlekin» багатель для гобою і ф-но (2009)
- Школа гри на валторні у 10-и томах. Вийшли з друку 1-й і 2-й том, хрестоматія і компакт диски Щоденні вправи, етюди, п'єси з різними інструментами, п'єси для валторни і ф-но, дуети, тріо, квартети
- 2 Хоральні прелюдії для квартету саксофонів
- «Сирінкс і Нарцис» дует для флейти і валторни (2007)